# ジェアン・カルロス・シウヴァ・ロシャ
ジェアン・カルロス（Jean Carlos）ことジェアン・カルロス・シウヴァ・ロシャ（ポルトガル語: Jean Carlos Silva Rocha、1996年5月10日 - ）は、ブラジルのサッカー選手。ポジションはMF。

## クラブ歴
ブラジルに生まれたが、2007年に11歳でスペインに移り、その後CDテネリフェやADパルラの下部組織を経て2010年にレアル・マドリードの下部組織に入団した。2015年7月28日にはレアル・マドリード・カスティージャからCFフエンラブラダに1年の期限付き移籍。8月23日のヘタフェCF B戦で初出場、9月6日のCDグアダラハラ戦で初得点。
2016年7月にグラナダBに移籍。2017年5月19日にはトップチームのグラナダCFでリーガ・エスパニョーラ初出場を果たした。

## 代表歴
2015年5月28日に2015 FIFA U-20ワールドカップに臨むブラジルU-20代表に選出された。